# 十島村立口之島学園
十島村立口之島学園（としまそんりつ くちのしまがくえん）は、鹿児島県鹿児島郡十島村の口之島にある村立の義務教育学校。

## 概要
トカラ列島（十島村）の北部にある口之島に唯一所在している義務教育学校である。また、十島村山海留学制度が行われており、島外からの留学生の受け入れを行っている。
中学校は県内の公立高等学校のうち全日制普通科に設定されている学区の制限を受けない中学校のひとつに指定されている。
1958年の在籍者数は小学校に112名、中学校に32名。2022年の在籍者数は小学校に6名、中学校に4名となっている。

## 沿革
- 1874年（明治7年） - 私立学校として夜学が開設される[2]。
- 1930年（昭和5年）5月6日 - 十島村に対して小学校令（明治33年勅令第344号）が施行されたのに伴い、中之島尋常小学校口之島分教場を設置[3]。
- 1931年（昭和6年） - 校舎を現在地へ移転[3]。
- 1941年（昭和16年） - 国民学校令（昭和16年勅令第148号）施行に伴い、中之島国民学校口之島分教場に改称[3]。
- 1942年（昭和17年） - 中之島国民学校（現・十島村立中之島小中学校）から独立し、口之島国民学校となる[3]。
- 1946年（昭和21年）2月2日 - 「二・二宣言」により口之島以南の区域がアメリカ合衆国統治下となる（「口之島#「国境の島」としての口之島」を参照）[4]。
- 1948年（昭和23年） - 学制改革により口之島国民学校が口之島小学校に改称。同時に中学校を設置し口之島中学校となった[4]。
- 1951年（昭和26年）10月 - ルース台風によりバラック教室が全壊[4]。
- 1952年（昭和27年）2月4日 - トカラ列島が日本国へ復帰し、同時に十島村が発足[4]。「鹿兒島県大島郡十島村に関する文部省関係法令の適用及びこれに伴う経過措置等に関する政令」により学校教育法が適用される。
- 2001年（平成13年） - 中学校校舎が新築移転[5]。
- 2024年（令和6年）4月1日 - 十島村立小中併設校の義務教育学校への移行に伴い十島村立口之島学園となる[6][7]。

## 通学区域
- 十島村
  - 口之島の全域

## 周辺
- 口之島郵便局